# Signalements
Pour plus de détails, voir Fiche technique et Distribution.
Signalements est un téléfilm français réalisé par Éric Métayer d'après un scénario d'Éric Métayer, Catherine Ramberg et Clément Michel, et diffusé pour la première fois en France le 20 novembre 2024 sur France 2.
Ce drame, adapté du livre de Karine et Laurence Brunet-Jambu, est une coproduction d'And so on Films pour France 2, réalisée avec la participation de TV5 Monde,,,.
Cécile Bois reçoit le prix de la meilleure interprétation féminine au Festival de la fiction de La Rochelle en septembre 2024,,,.

## Synopsis
Laurence remarque que sa jeune nièce, Karine, est victime de maltraitance dans sa famille. Elle va se battre contre tout un système pour la sortir de l'enfer des coups et de la pédophilie…

## Fiche technique
Sauf indication contraire, les informations mentionnées dans cette section peuvent être confirmées par les bases de données cinématographiques IMDb et Allociné,  présentes dans la section « Liens externes ».
- Titre français : Signalements
- Réalisation : Éric Métayer[9],[4]
- Scénario : Éric Métayer, Catherine Ramberg et Clément Michel, sur base du livre de Karine et Laurence Brunet-Jambu[9],[4]
- Musique : Maidi Roth[4]
- Photographie : Pascal Caubère[4]
- Montage : Nicole Brame[4]
- Décoration : Sylvie Lobez[4]
- Son : Jerome Gardon[4]
- Production : Hubert Besson[4]
- Sociétés de production : And so on Films[4]
- Pays de production :  France
- Langue originale : français
- Format : couleur
- Genre : Drame
- Durée : 95 minutes
- Dates de projection en festival :
  - Festival du film de Demain de Vierzon : 31 mai 2024, en présence d'Éric Métayer, Cécile Bois, Odile Vuillemin et Laurence Jambu[9]
  - Festival de la fiction de La Rochelle : 11 septembre 2024[4]
- Dates de première diffusion en télévision : 
  - France : 20 novembre 2024 sur France 2[10]

## Distribution
- Cécile Bois : Laurence Villeneuve (Laurence Jambu dans la vraie vie)
- Marc Citti : Loïc Villeneuve, le mari de Laurence
- Odile Vuillemin : Véronique, la mère de Karine
- Christophe Laubion : Stéphane Villeneuve, le père de Karine
- Bruno Solo : Desprès, le travailleur social
- Éric Métayer : le voisin avec le chien
- François Godart : Roland Baumont
- Victoria Eber : Karine à 14, 17 et 21 ans
- Flavie Dachy : Karine à 9, 12 et 13 ans
- Timothé Boncourt : Tom à 9 ans
- Léo Pomero : Tom à 12, 13 et 14 ans
- Victor Ghesquière : Tom à 17 et 21 ans
- Pauline Nuez : Coralie
- Marie-José Billet : Mme Gomez
- Lucie Gontier : Julie
- Nathalie Desrumaux : Patricia
- Pauline Nuez : Coralie
- Marie-José Billet : Mme Gomez
- Lucie Gontier : Julie
- Nathalie Desrumaux : Patricia
- Stéphanie Bataille : le juge des affaires familiales
- Florence Masure : la juge d'instruction

## Production

### Genèse et développement
Le scénario est de la main d'Éric Métayer, Catherine Ramberg et Clément Michel, et la réalisation est assurée par Éric Métayer,.
La production est assurée par Hubert Besson.

### Attribution des rôles
Le rôle de Laurence est tenu par Cécile Bois, la star de la série Candice Renoir.
L'actrice confie : « Pour moi, il s'agit plus d'être fidèle à la personne que j'interprète que de faire une performance d'actrice. Même s'il ne fallait pas décevoir la véritable Laurence, je n'ai pas voulu la rencontrer avant le tournage, de même que je n'ai pas lu le livre. Ceci afin de me sentir plus libre ».

### Tournage
Le tournage se déroule du 13 novembre au 12 décembre 2023 à Lille et dans sa région,,.
Cécile Bois confie : « Laurence et Karine sont venues sur le tournage. C'est drôle car Laurence est une fan de Candice Renoir. En tout cas, elles m'ont toutes les deux affirmé que ce que nous tournions était une version très édulcorée de la réalité. Éric Métayer a fait le choix moral de ne pas montrer les choses les plus insupportables, d'autant qu'en prime time, c'était compliqué et qu'il était essentiel de toucher le plus grand nombre ».

## Accueil

### Distinction
- Festival de la fiction de La Rochelle 2024 : prix de la meilleure interprétation féminine pour Cécile Bois[5],[6],[7],[8]

### Diffusions et audience
Diffusé le 20 novembre 2024 sur France 2, le téléfilm est regardé par 3 630 000 téléspectateurs et se classe premier en termes d'audience.

### Accueil critique
Pour le site cineserie.com, « Signalements évoque avec pudeur le courage et la détermination d'une femme inquiète pour sa nièce de la maltraitance de ses parents défaillants. Face à un sujet cher au co-réalisateur avec Andréa Bescond (Les Chatouilles), le spectateur est sidéré par le double combat des deux héroïnes. D'une part les réactions hostiles des proches, et d'autre part la rigidité navrante des institutions procédurières, alors que la vie d'une petite fille est en jeu. Signalements raconte beaucoup du chemin qu'il reste encore à faire pour protéger les enfants en France ».
Les membres du jury du Festival de la fiction de La Rochelle 2024 soulignent la prestation de Cécile Bois, qui « a tout de suite plié le game ! ».